# Pipitan
Pipitan is een bestuurslaag in het regentschap Serang van de provincie Banten, Indonesië. Pipitan telt 11.335 inwoners (volkstelling 2010).